# Круглий стенд
Круглий стенд, Скіт (англ. skeet) — майданчик для проведення змагань зі стендової стрільби. Круглий стенд відрізняється від траншейного тим, що стрілецькі номери розташовуються уздовж сегмента кола. Змагання на круглому стенді входять в програму Олімпійських ігор з 1968 року.
У траншейному стенді використовується багато (до 15) метальних машин, прихованих в траншеї. На круглому мішені з'являються лише з двох точок — віконець в будках. Зате і рушницю тримають прикладом під пахвою і підкидають тільки при появі мішені. Учасник веде вогонь по тарілочках, що летять назустріч один одному з вишки (зліва, за спиною першого номера) і будки (справа, за спиною сьомого номера). Виліт мішеней відбувається на різній висоті. Крім цього, круглий стенд відрізняється від інших вправ затримкою вильоту мішені після команди стрільця, яка автоматично варіюється від 0 до 3 секунд.